# Ваня Костова
Ваня Костова Костова е българска поп певица. Наричана е „Ангелогласната“.

## Биография
Родена е на 18 април 1957 г. в Димитровград. Баща ѝ е от град Стралджа, но работи в мините край Димитровград, а майка ѝ е шивачка. Ваня е третото дете в семейството. Има двама по-големи братя. На 10-годишна възраст остава да живее само с майка си след развода на родителите си. Прекарва детството си в Родопите и по-късно в Бургас, където завършва езикова гимназия. Още през този гимназиален период се увлича по пеенето и пее по бригади и заведения. Няколко пъти е предлагана за изключване от училище поради неспазване на вечерния час.
Завършва Българската държавна консерватория в класа на доцент Георги Кордов. От нейния випуск са още Венета Рангелова, Ралица Ангелова от „Тоника СВ“, Веселин Маринов, Богдан Томов и др.
През 1980 г. участва на общонационален конкурс към Ансамбъла на ГУСВ (Главно управление „Строителни войски“) за вокалисти на новосформираната вокална група „Тоника СВ“. Журито избира Ваня Костова, Милица Божинова, Ралица Ангелова, Драгомир Димитров и Теодор Шишманов. Започват репетиции по 8 часа на ден. Първоначално за няколко месеца са на пробен период без заплащане.
През лятото на същата година на път за поредната репетиция е блъсната от кола и е в критично състояние поради бременността си. Дълго време не пее.
През март 1981 г. се ражда синът ѝ Боян Михайлов. Малко след това се разделя със съпруга си – музиканта Любен Михайлов, който заминава да работи в Норвегия.
Продуцентът и основателят на групата композиторът Стефан Диомов започва усилено да пише свои и да предлага песни и от други автори. Така през 1981 г. изпява първата си песен като професионална певица заедно с „Тоника СВ“ – „Приятели“ по музика на Стефан Диомов и текст на Георги Белев. Тази песен впоследствие печели ТВ конкурса „Мелодия на годината '81“.
Популярността на „Тоника СВ“ бързо расте благодарение на Българската телевизия и Българското радио, които излъчват техни песни постоянно. През 1982 г. е издаден и първият албум на групата, озаглавен „Приятели“.
Костова се превръща в солистка на състава и песни от този период като „Приятели“, „Аз и моето момиче“, „Като сън“, „Конче мое“, „Къде си“, „Вместо сбогом“, „Ако те има“ допринасят силно за нейната лична популярност. Дори очилата, които носи постоянно, също са в неин плюс. Друга певица с очила освен нея и Доника Венкова няма в поп музиката и първоначално всички я наричат „момичето с очилата и хубавия глас“.
През този период имената на певците от „Тоника СВ“ почти не са известни, тъй като логично ги обявяват и изписват с името „Тоника СВ“.
През 1983 г. „Тоника СВ“ издава втория си албум „Мария“, в който Ваня има 7 солови песни: „Мария“, „Цвете за обич“, „За старата любов“, „Малайка“, „Старата игра“, „О. Маляо“ и „Мандолината“. Групата е на върха на славата си и прави над 350 концерта годишно, което реално почти лишава певците от свободно време и личен живот. През 1985 г. „Тоника СВ“ издава третия си албум „Обич“. Там песните, изпети от Ваня Костова, са „Обич“, „Звезда“, „Казваха ми“ и „За старата любов“.
През пролетта на 1986 г. Ваня Костова записва последните си три песни с „Тоника СВ“ – „Очакване за пролет“(м. Стефан Диомов, т. Богомил Гудев), „Свежий ветер“ по музика на Павел Айдонитский и „Комунисти“ по музика на Стефан Диомов.
През октомври 1986 г., след спешно събрание в Ансамбъла на Строителни войски, генерал Живов прочита заповед за дисциплинарно уволнение на Ваня Костова. Причината е системни нарушения на професионалните задължения. Ваня Костова като член на „Тоника-СВ“ е нямала право на самостоятелни изяви. Почти веднага след това Стефан Диомов сам си подава молбата за напускане като вокален аранжор и продуцент на „Тоника-СВ“. Малко след това двамата започват работа в ансамбъл „Магистрали“ към Войските на Министерството на транспорта.
Ваня Костова започва самостоятелната си кариера с песни като „Черен кон, не умирай върху белия сняг“, „Лятото“ – дует с композитора Стефан Димитров, „Искам да ти кажа“, „Звезда“ – с нов аранжимент и др.
През 1987 г. издава първия си самостоятелен албум „Песни от концерт“, който е директен запис от неин концерт в НДК. На Пролетния радиоконкурс на БНР „Пролет '87“ участва с песента „Искам да ти кажа“ (м. Стефан Диомов, т. Михаил Белчев). На „Мелодия на годината '87“ участва със същата песен.
На „Бургас и морето“ през лятото на 1988 г. изнася самостоятелен рецитал. Същото лято прави серия концерти във варненския Делфинариум. Акомпанираща група на Ваня Костова е „Магистрали“, която носи името на Ансамбъла на транспортни войски. В тази група от музиканти ярко се откроява името на пианиста Стефан Маринов. Десет години по-късно той става известен с песните, които композира за Тони Димитрова като „Ах, морето“, „Веднъж се живее“, „Старецът и морето“ и доста други. В групата е и Евгени Демерджиев, който впоследствие работи като солист в операта в Претория. Друг музикант в групата е Христо Златинов, който става продуцент на втория албум на Ваня Костова. През 1988 г. група „Магистрали“ се преименува на група „Дилижанс“ и е постоянно съпровождаща група на всички участия на Ваня Костова. През този период певицата записва песните „Когато си от мен далече“ и „Палаво момиче, палаво момче“, и двете по музика на Стефан Диомов.
През 1989 г. на „Мелодия на годината“ се представя с песните „Очила и стар рефрен“ (музика Стефан Диомов) и „Довиждане до утре“ (музика Стефан Маринов). Песента „Очила и стар рефрен“ е класирана на трето място.
В края на 1991 г. издава втория си албум „Рождество“. Песните в него са най-силните балади в българската поп музика за всички времена като: „Рождество“ (музика Пламен Ставрев, текст Пейо Пантелеев), „Нека бъда твоята есен“ и „Закъснялата любов“ (и двете по музика на Тончо Русев и стихове на Станка Пенчева), „Вишна“ (музика Тончо Русев), стихове Блага Димитрова, „Дом от мечти“ (музика Стефан Диомов, текст Петър Чухлев) и „Любовта, която ни спаси“ (музика Мария Ганева, текст Петър Анастасов).
Ваня Костова участва на всички митинги на СДС, за да подкрепи Синята идея. През 1992 г. Българската телевизия заснема музикален филм за певицата, озаглавен „Дом от мечти“. На „Мелодия на годината '92“ тя се представя с баладата „Рождество“.
През 1993 г. заедно с Деян Неделчев записва песента на Стефан Диомов „Повтаряй ми, че ме обичаш“. Песента участва в радио класацията на БНР „Топ-10“, но изведнъж е свалена от ефир по нареждане на Стефан Диомов като автор на музиката и самият той я дава на Георги Христов, който леко видоизменя първоначалния текст. През същата година на радиоконкурса „Пролет '93“ Ваня Костова се представя с песента „Момиче зад борда“, която е посветена на Петя Дубарова и е по музика на незрящата композиторка Мария Попова. През този период певицата започва да работи с дует „Маляос“ – двама китаристи.
През 1994 г. композиторът Стефан Диомов събира всички певци от ръководените от него групи „Тоника“ и „Тоника СВ“ и правят незабравими бенефисни концерти в Бургас и София. Заедно певците решават да продължат под общото име „Фамилия Тоника“. Групата набира огромна популярност и прави многобройни концерти. В тази група Ваня Костова участва в първите три албума и е солистка на песни като „Здравей, как си, приятелко“, „Добър вечер, мамо“, „Сезони“, „Бяла къща – двор зелен“ и др. Успоредно с „Фамилия Тоника“ Ваня Костова пее и като самостоятелна певица.
През 1996 г. издава третия си албум „Пътят“, който включва най-доброто от нейния репертоар. На фестивала „Бургас и морето“ '96 песента „Молитва“, изпята от Ваня Костова, печели втора награда. Музиката е на Хайгашод Агасян, а стиховете на поетесата Павлина Стаменова.
Ваня Костова е сред малкото български поп певици, която изпълнява автентични народни песни с невероятно майсторство. Народните песни, които знае, са повече от поп песните, с които е известна. Някои от тях са „Бела съм, бела, юначе“, „Калиманку, денку“, „Хей, поле широко“, „Лале ли си, зюмбюл ли си“, „Петко Ради пръстен даде“, „Великената хубост“ и други.
През лятото на 1997 г. на фестивала „Бургас и морето“ Ваня Костова се представя с песента „Лека нощ, Бургас“, която печели второто място. Успоредно продължава и участието си във „Фамилия Тоника“, с които правят национални летни турнета и големи коледни концерти.
През 1998 г. Ваня Костова за първи път композира песен. Това е песента по стихове на Петя Дубарова „Звезди в мойта нощ“. На „Бургас и морето“ същата година тя печели като композиторка на песента първото място. Баладата е много силна и издържана по всякакви критерии.
През 1999 г. участва на фестивала „Бургас и морето“ с песента „Няма те на никой бряг“ по музика на Елина Джагарова. През този период Ваня Костова работи с композитора Милен Македонски, който и акомпанира по участията и на пиано. На последното издание на фестивала „Златният Орфей“ през лятото на 1999 г. се представя с песента „Море“. През същата година „Фамилия Тоника“ издава поредния си диск „Сутрин рано, вечер късно“, където Ваня Костова е солистка на песните „Сезони“, „Добър вечер, мамо“, „Бяла къща, двор зелен“ и новата версия на „Очакване за пролет“.
През 2000 г. Стефан Диомов издава двоен диск с най-доброто от творчеството си. През лятото на същата година „Фамилия Тоника“ прави турне по големите градове.
През 2001 г. Ваня Костова напуска „Фамилия Тоника“ и продължава изцяло самостоятелната си кариера. Същата година издава поредния си албум „Море от нежност“ – изцяло по музика на Иван Михайлов. Със заглавната песен на този диск се представя на „Бургас и морето“ през лятото на 2002 г.
От 2004 г., освен самостоятелно, се изявява и в дует със сина си Боян Михайлов.
Заедно с Мими Иванова и Росица Кирилова създават трио „МВР“ (по първите букви на имената им – Мими, Ваня, Роси). През 2005 г. триото записва албума „Спасителки на плажа“, който е изцяло по музика, текст и аранжимент на Развигор Попов.
През 2007 г., по повод годишнина от основаването на родния си град, записва песента „Здравей, Димитровград!“ по стиховете на Атанас Капралов - поет от Димитровград, и музиката и аранжимента на Вячеслав Кушев, с участието на димитровградските формации „Звездни момичета“ и „Таралежчета“. Оттогава песента става неофициален химн на града.
През 2008 г. издава два диска с най-добрите си песни озаглавени – „За старата любов“ и „Закъснялата любов“. Песните в тези дискове включват хитове от репертоара на „Тоника СВ“, в които Ваня е била солистка като „Приятели“, „Мария“, „Обич“, „Конче мое“, „Старата игра“, „За старата любов“, „Цвете за обич“, „Очакване за пролет“ и др. Всички от тях са нови версии с изключение на баладата от 1983 г. „Цвете за обич“, която е в оргиналния си вариант. Освен песните от репертоара на „Тоника СВ“, в албумите има и много песни от соловата кариера на Ваня Костова.
Успешно участва на конкурса „Бургас и морето“ с песента на Стефан Димитров „Ах, как можах да те пусна“, която печели първа награда.
През 2015 г., след изгладени отношения с колегите си, отново се събира с „Тоника СВ“, с които участват на бенефисния концерт на Стефан Диомов „Хайде заедно“. Следват много участия и концерти с групата във Варна, Бургас, София, Плевен, Пловдив и др.
През лятото на 2018 г. „Тоника СВ“ участва в рецитала на „Бургас и морето“ в памет на композитора Тончо Русев с песента му „Нощна песен“. Успоредно с участията си с „Тоника СВ“, Ваня Костова продължава изключително и соловата си кариера. През септември влиза в къщата на Vip Brother, където завършва на шеста позиция. През декември същата година участва самостоятелно и с „Тоника СВ“ в концерта „Бяла Коледа“ в Бургаската опера.
Прекарва инфекция от COVID-19 в началото на април 2021 г. Умира в София на 6 май 2021 г. Причината за смъртта ѝ най-вероятно е инфаркт, но може да бъде последица от COVID-19. Кремирана е.
През 2024 г. Боян Михайлов посмъртно издава компактдиска „Ангели сред нас“ с 15 неиздавани песни от репертоара на Ваня Костова, с изключение на „В очакване да съмне“, като в пет от тях Михайлов пее в дует с майка си. Всички песни са по музика и аранжимент на Валери Костов. Текстовете са на Ваня Костова, Надежда Захариева, Валери Петров, Борис Христов, Валери Петров, Пейо Панталеев, Пламен Бочев, Марина Цветаева и Димитър Христов.

## Дискография

### Албуми с „Тоника СВ“

#### Малки плочи
- 1981 – „Тоника СВ“ (SP, Балкантон – ВТК 3619)[7]
- 1981 – „Тоника СВ“ (SP, Балкантон – ВТК 3631)[8]

#### Студийни албуми
- 1982 – „Приятели“ (LP и MC, Балкантон, LP: ВТА 10937, MC: ВТМС 7025)[9]
- 1983 – „Мария“ (LP и MC, Балкантон, LP: ВТА 11235, MC: ВТМС 7066)[10]
- 1985 – „Обич“ (LP и MC, Балкантон, LP: ВТА 11581; MC: ВТМС 7147)[11]
- 1995 – „Тоника СВ. Най-доброто“ (MC, Балкантон – ВТМС 7722)[12]

### Самостоятелни албуми
- 1987 – „Песни от концерт“
- 1991 – „Рождество, Звезда“
- 1996 – „Пътят“
- 2000 – „Море от нежност“
- 2005 – „Спасителки на плажа“, в трио с Мими Иванова и Росица Кирилова[2]
- 2008 – „Закъснялата любов. Избрано 1“
- 2008 – „За старата любов. Избрано 2“
- 2024 – „Ангели сред нас“